# Acropora subglabra
Acropora subglabra är en korallart som först beskrevs av Brook 1891.  Acropora subglabra ingår i släktet Acropora och familjen Acroporidae. IUCN kategoriserar arten globalt som livskraftig. Inga underarter finns listade i Catalogue of Life.